# Slovinsko na Letních olympijských hrách 2000
Slovinsko na Letních olympijských hrách 2000 reprezentovalo 79 sportovců (56 mužů a 23 žen).

## Medailisté
| Medaile | Jméno               | Sport             | Disciplína                                           |
| ------- | ------------------- | ----------------- | ---------------------------------------------------- |
| Zlato   | Iztok Čop Luka Špik | Veslování         | muži dvojskif                                        |
| Zlato   | Rajmond Debevec     | Sportovní střelba | 50 metrů libovolná malorážka 3×40 ran polohový závod |